# James Beard Foundation

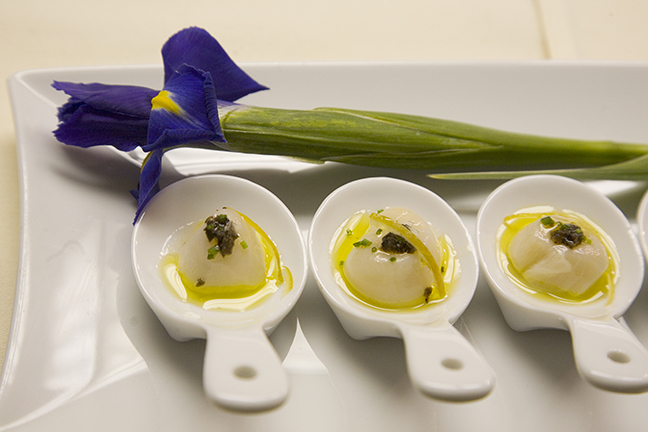
Horsd’œuvre, serviert im James Beard House, 2007

Die James Beard Foundation ist eine in New York ansässige Organisation, die sich der Förderung der Kochkunst verschrieben hat. Ihren Namen trägt sie in Erinnerung an James Beard. Sie zeichnet jährlich Köche, Weinexperten, Journalisten und Kochbuchautoren aus. Junge Kochstarts werden mit Stipendien gefördert.
Die Organisation wurde 1986 von Peter Kump gegründet, einem Schüler von James Beard und Gründer des Institute of Culinary Education. Auf Empfehlung von Julia Child erwarb Kump James Beards Haus in New Yorks Greenwich Village und machte es der Öffentlichkeit und der Presse zugänglich. Die Öffentlichkeit soll hier Gelegenheit bekommen, die Fähigkeiten bereits etablierter und werdender Köche kennen und würdig zu lernen. Dazu gehören regelmäßige Dinnerveranstaltungen, bei denen so angesehene Köche wie Daniel Boulud, Emeril Lagasse, Nobu Matsushisa, Jacques Pépin und Charlie Totter ihre Kunst demonstrierten.
Die James Beard Foundation Awards, die als die Oscars der Küche gelten, werden jährlich an herausragende Köche, Journalisten und Autoren verliehen. Die Verleihungszeremonie an Köche, zu der unter anderem auch eine Weinverkostung stattfindet, findet am ersten Montag im Mai statt. Die Verleihung an Autoren und Journalisten wird später veranstaltet.
In die Schlagzeilen geriet die Organisation 2004 wegen des Missbrauchs anvertrauter Gelder. Der Vorstand der Organisation trat daraufhin zurück.